# Bispberg
Bispberg är en tätort (före 2023 småort) i Säters socken och kommun i Dalarna.
Orten var under medeltiden av stor betydelse för traktens järnbrytning, men är idag mest känt för sitt utsiktsberg Bispbergs klack. Bispbergs gruva drevs till 1967. Bruksmiljön vid Bispberg är förhållandevis väl bevarad med arbetarbostäder, herrgård, skola och järnvägsstation med byggnader i huvudsak från 1700- och 1800-talen. Bland de mer intressanta byggnaderna märks gruvlaven och ångmaskinshuset från 1889 samt vändbrottshus och kruthus. Delar av gruvans konstgång finns bevarad vid Säters hembygdsgård.

## Befolkningsutveckling
| Befolkningsutvecklingen i Bispberg 1950–2015  | Befolkningsutvecklingen i Bispberg 1950–2015 | Befolkningsutvecklingen i Bispberg 1950–2015 | Befolkningsutvecklingen i Bispberg 1950–2015 | Befolkningsutvecklingen i Bispberg 1950–2015 |
| --------------------------------------------- | -------------------------------------------- | -------------------------------------------- | -------------------------------------------- | -------------------------------------------- |
|                                               |                                              |                                              |                                              |                                              |
| År                                            |                                              |                                              | Folkmängd                                    | Areal (ha)                                   |
| 1950                                          | 1950                                         |                                              | 314                                          |                                              |
| 1960                                          | 1960                                         |                                              | 252                                          |                                              |
| 1965                                          | 1965                                         |                                              | 216                                          |                                              |
| 1990                                          | 1990                                         |                                              | 119                                          | 22#                                          |
| 1995                                          | 1995                                         |                                              | 129                                          | 33#                                          |
| 2000                                          | 2000                                         |                                              | 115                                          | 33#                                          |
| 2005                                          | 2005                                         |                                              | 121                                          | 33#                                          |
| 2010                                          | 2010                                         |                                              | 133                                          | 36#                                          |
| 2015                                          | 2015                                         |                                              | 199                                          | 72#                                          |
| Anm.: Upphörde som tätort 1970. # Som småort. |                                              |                                              |                                              |                                              |